# Mario Bermejo Castanedo
Mario Bermejo (Santander, 7 d'octubre de 1978), és un exfutbolista càntabre, que ocupava la posició de davanter. Va ser internacional en les categories inferiors espanyoles, arribant a participar en l'Europeu sub-17 d'Islàndia.

## Carrera esportiva
Va sorgir del planter del Racing de Santander, debutant en lliga amb el primer equip a la campanya 95/96. Després passaria al filial de l'Athletic Club, equip amb el qual també disputaria algun encontre esporàdic a primera divisió.
En busca d'oportunitats, passa per la SD Eibar, Cultural Leonesa, la Gimnástica de Torrelavega i el CE L'Hospitalet. El 2002 fitxa pel Recreativo de Huelva, amb qui retorna a jugar a la màxima categoria, tot i que és suplent, no marca cap gol i el seu equip baixa a Segona.
La 04/05 és la campanya més destacada de la seua carrera. Juga a Segona Divisió amb el Racing de Ferrol i és el màxim golejador amb 25 dianes. Fitxa llavors per l'Albacete Balompié amb la intenció de contribuir a l'ascens a Primera, però esta vegada es queda en nou gols.
Posteriorment, militaria a l'Almeria CF, al Polideportivo Ejido i al Xerez CD, tots ells de la categoria d'argent, en la qual el càntabre suma 196 partits i 57 gols.